# Arnannguaq Høegh
Arnannguaq Høegh (* 11. November 1956 in Qaqortoq; † 15. Oktober 2020) war eine grönländische Künstlerin.

## Leben
Arnannguaq Høegh war die Tochter des Bauleiters Kaj Høegh und der Büroangestellten Stina Jakobsen.
Bereits in ihrer Jugend kam sie durch Kontakt mit Bodil Kaalund mit Kunst in Berührung und vollzog anschließend eine Reihe von Kunstausbildungen. Sie besuchte die Kunsthøjskole im dänischen Holbæk, die sie 1975 abschloss, und die Eskimoische Grafische Werkstatt im kanadischen Kinngait, die sie im Folgejahr abschloss. Sie blieb in Kanada und studierte ein weiteres Jahr am Nova Scotia College of Art and Design in Halifax. Von 1979 bis 1981 besuchte sie die Kunstakademie in Oslo, von 1981 bis 1982 die Grafische Schule der Kunstakademie in Kopenhagen und von 1982 bis 1985 die Kunstpädagogische Schule. Von 1991 bis zu ihrem Tod war sie Leiterin der Kunstschule in Nuuk.
Arnannguaq Høeghs schuf vor allem Grafiken, aber in geringerem Maße auch bildhauerische Werke. Als Motive dienten vor allem die grönländische Kultur und Natur wie Trommeltanz, Masken und Vögel. Ihre Werke zeichnen sich durch scharfe Linien und geometrische Formen aus. Arnannguaq Høegh Werke wurden seit 1972 in Grönland, Dänemark und Kanada ausgestellt.
Sie starb 2020 im Alter von 63 Jahren nach einem langen Krebsleiden und hinterließ zwei Söhne, zwei Enkelkinder, einen Bruder und ihre Mutter. Der Politiker Eqaluk Høegh ist ihr Sohn.